# 전략비축유

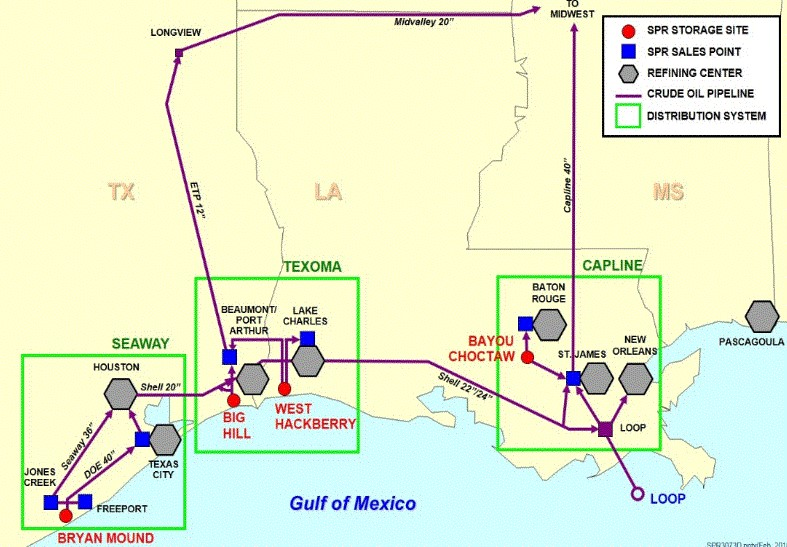
Strategic Petroleum Reserves, United States, 2018.

전력비축유(SPR)는 비상상황에 대비하기 위해 미국 에너지부에서 관리하는 전략 원유 비축분이다.

## 역사
미국의 전략비축유는 미국 에너지부가 담당하며, 루이지애나주, 텍사스주의 지하에 대량의 석유를 비축하여 둔다. 세계 최대 비상용 에너지 공급 시설이다. 7억 2,700만 배럴의 석유를 비축한다.
1921년에 설립되었다. 미국 해군이 석탄에서 석유로 연료를 교체하던 시기이다. 미국 해군부가 담당했다.
현재는 웹사이트가 현재 재고량을 표시한다. 2019년 2월 1일 기준으로, 6억 4910만 배럴의 석유가 저장되어 있다. 2013년 미국의 일일 소비량으로 35일치 분량이다. 2013년 미국의 일일 석유 수입량으로 67일치 분량이다. 그러나 전략비축유의 하루 최대 방출량은 440만 배럴로 제한되어 있다. 따라서 하루 최대 배출량으로 150일치 분량이다.
2019년 9월, 도널드 트럼프 대통령은 전략비축유 방출을 승인했다. 아브카이크에 대한 드론 공격에 대한 미국의 첫 대응조치이다. 파괴된 시설을 다시 복구하는데 상당한 시일이 걸릴 것으로 알려졌다. 2019년 아브카이크 쿠라이스 공격 참조.

## 시설
전략비축유 관리 사무소는 미국 루이지애나주 뉴올리언스에 있다.

## 같이 보기
- 전략비축유(인도)
- 전략비축유(중국)
- 전략비축유(대한민국)